# 长宁路1860号
长宁路1860号（又稱国营上棉廿一厂或国营上棉二十一厂或上海第二十一棉纺织厂）俗称“21厂”，原址位于中華人民共和國上海市长宁区长宁路1860号，现分散为长宁路2080号的虹桥河滨公园和长宁路1898弄的虹桥河滨花园，面积11.7万平方米，最早为1915年（中華民国4年）的申新纺织无限公司，由荣宗敬、荣德生创建，1917年改名申新第一棉纺织厂，1929年增建申新纺织第八厂，1940年日军侵略期间被日軍占用后改名丰田株式会社第三工场，中華人民共和國成立後后收回，1955年8月，荣毅仁和国家进行公私合营，9月成为公私合营企业，1958年将名下的企业交给国家经营转为国营企业（同时与启新纱厂、兆丰纱厂、上海第五棉纺织厂织部等合并，同时，五丰和布厂、曼华布厂及国营上海第十四棉纺织厂部分设备并入）改名国营上海第二十一棉纺织厂，后为上海第二十一棉纺织厂，1986年第二十一棉纺织厂关闭，1998年拆除后建成虹桥河滨公园和虹桥河滨花园，其中虹桥河滨公园门口名为《瞬间》的雕塑代表了9位二十一厂员工。作家周而复《上海的早晨》小说中的故事就是以二十一厂为背景的。